# Mazinger Z (videogioco)
Mazinger Z (マジンガーZ?, Majingā Z) è un videogioco d'azione sparatutto a scorrimento orizzontale sviluppato dalla WinkySoft e pubblicato nel 1993 dalla Bandai per Super Nintendo. Il videogioco è ispirato all'anime Mazinga Z.